# Oberon (urządzenie)
Ten artykuł opisuje teorie, metody lub czynności niezgodne ze współczesną wiedzą medyczną.
Oberon lub Biolaz – pseudomedyczne urządzenie, rzekomo diagnozujące cały organizm. Zostało stworzone przez rosyjskiego pseudonaukowca Jurija S. Buta w Instytucie Psychofizyki Stosowanej w Omsku.
Według Stephena Barretta, urządzenia tego typu służą diagnozowaniu nieistniejących chorób, zalecaniu niewłaściwych terapii i oszukiwaniu firm ubezpieczeniowych.
Według innych autorów metoda pozwala na diagnozowanie pacjentów z nieosiągalną dla medycyny alopatycznej dokładnością. Niechęć tej ostatniej spowodowana jest w konsekwencji niemożnością weryfikacji przeprowadzonych metodą biorezonansu badań.